# Spilogona torreyae
Spilogona torreyae är en tvåvingeart som först beskrevs av Oskar Augustus Johannsen 1916.  Spilogona torreyae ingår i släktet Spilogona och familjen husflugor. Inga underarter finns listade i Catalogue of Life.